# Hollowman
Hollowman — мини-альбом группы Entombed, выпущенный на студии звукозаписи Earache Records в 1993 году. В 1996 году альбом был переиздан с бонус-треком «God of Thunder», который ранее был выпущен на сингле Out of Hand.

## Список композиций
| №  | Название                         | Автор(ы)                        | Длительность |
| -- | -------------------------------- | ------------------------------- | ------------ |
| 1. | «Hollowman»                      | Андерссон                       | 4:30         |
| 2. | «Serpent Speech»                 | Андерссон                       | 2:11         |
| 3. | «Wolverine Blues» (инструментал) | Андерссон, Седерлунд            | 2:12         |
| 4. | «Bonehouse»                      | Хоканссон, Седерлунд, Андерссон | 3:39         |
| 5. | «Put off the Scent»              | Хеллид, Андерссон               | 3:19         |
| 6. | «Hellraiser»                     | Янг                             | 5:43         |

| №  | Название         | Автор(ы) | Original artist | Длительность |
| -- | ---------------- | -------- | --------------- | ------------ |
| 7. | «God of Thunder» | Стэнли   | Kiss            | 4:40         |

## Участники записи
- Томас Скогсберг — продюсер
- Нике Андерссон — гитара, ударные, обложка
- Уффе Седерлунд — гитара, бубен
- Ларс Розенберг — бас-гитара
- Алекс Хеллид — гитара
- Ларс-Йёран Петров — вокал